# Ottendorf (Ostendorf)
Ottendorf (niederdeutsch Ottendörp) ist ein Ortsteil der Stadt Bremervörde im Landkreises Rotenburg (Wümme) in Niedersachsen.

## Geographische Lage
Ottendorf liegt zwischen dem Schiffgraben und der Oste, sechs Kilometer nördlich von Bremervörde.

## Geschichte
Für das Jahr 1848 wird angegeben, dass Ottendorf über 19 Wohngebäude mit 123 Einwohnern verfüge. Zu der Zeit ist auch eine Schule im Ort belegt. Am 1. Dezember 1910 hatte der Ort 120 Einwohner.
Im Jahr 1929 wurde die Gemeinde Ottendorf nach Ostendorf eingemeindet, welches 1974 in die Stadt Bremervörde eingegliedert wurde.